# 920
920 (CMXX) je bilo prestopno leto, ki se je po julijanskem koledarju začelo na soboto.

## Dogodki
- 1. januar

## Rojstva
Neznan datum
- al-Uklidisi, arabski matematik (približni datum) († okoli 990)
- Rogvolod, ustanovitelj Polocka († 978)